# Tricentrogyna roseotincta
Tricentrogyna roseotincta là một loài bướm đêm trong họ Geometridae.